# Fundamentalistische Kirche Jesu Christi der Heiligen der Letzten Tage
Die Fundamentalistische Kirche Jesu Christi der Heiligen der Letzten Tage (englisch Fundamentalist Church of Jesus Christ of Latter-day Saints, kurz FLDS) ist eine abgespaltene Gruppe des mormonischen Fundamentalismus innerhalb der Bewegung der „Heiligen der Letzten Tage“ (auch „Rocky-Mountain-Mormonen“). Sie steht nicht in Verbindung mit der bekanntesten und größten mormonischen Denomination, der Kirche Jesu Christi der Heiligen der Letzten Tage, kurz HLT, von der sie sich zu Beginn des 20. Jahrhunderts abspaltete. Seit 2002 wurde die FLDS von Warren Jeffs geführt, der seit August 2006 in Haft sitzt. Die Zentrale befand sich lange Zeit in Hildale, Utah, der Zwillingsstadt von Colorado City, Arizona, wo gleichfalls viele FLDS-Anhänger leben. Zu Beginn des 21. Jahrhunderts wurde sie nach Eldorado, Texas, verlegt; dort wurde auch ein neuer Tempel errichtet. Damit ist die FLDS die fünfte mormonische Denomination, die mindestens einen Tempel errichtet hat. Sie will dort außer der Taufe auch die übrigen Riten („ordinances“) Konfirmation, Ordination zur melchisedekschen Priesterschaft (sie steht nur Männern offen), Geistausgießung („temple endowment“) und Versiegelung (Trauung) vollziehen.

## Mitgliedschaft und Zentralen

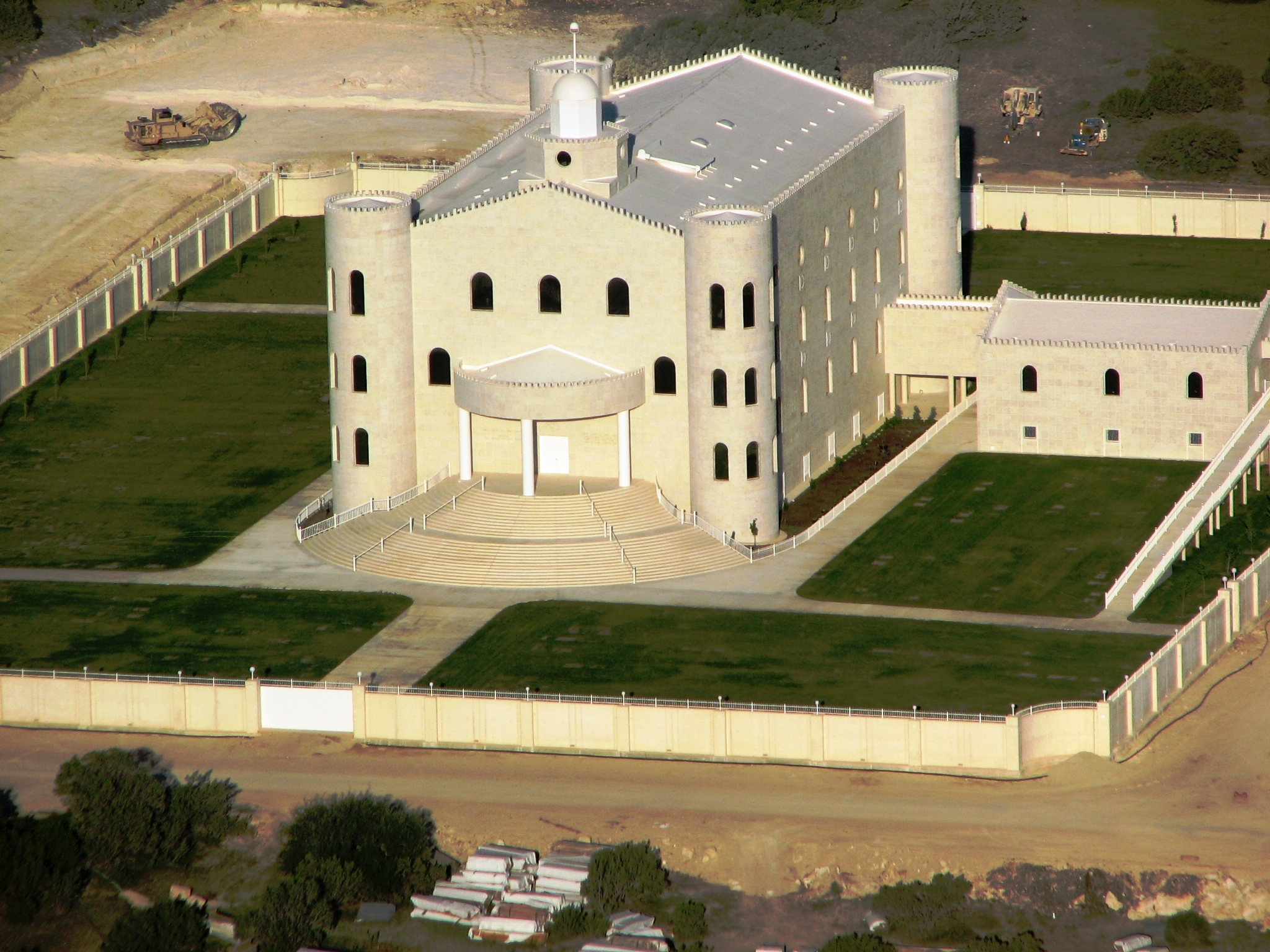
Der ehemalige Tempel der FLDS im texanischen Eldorado (17. Mai 2006)

Da sich die FLDS sehr verschlossen gibt, ist die Anhängerzahl nicht bekannt. Die Einwohnerzahl der Zwillingsstädte Colorado City, Mohave County, Arizona, und Hildale, Washington County, Utah, deren Territorien im Wesentlichen der FLDS gehören, wird auf 6000 bis 10.000 geschätzt. Die lokale zahlenmäßige Bedeutung der FLDS zeigte sich im Jahr 2000, als Warren Jeffs den Kirchenmitgliedern gegenüber anordnete, ihre Kinder aus öffentlichen Schulen auszuschulen. Dadurch sank im Colorado City Unified School District die Anzahl der Schüler von etwa 1.200 auf rund 250.
Nachdem die Gemeinschaft Land in Eldorado, Texas, erworben hat, das nun „Yearning for Zion Ranch“ („Sehnsucht-nach-Zion-Ranch“) oder „YFZ Ranch“ genannt wird, scheint der Sitz dorthin verlegt worden zu sein. Damit verbunden war offenbar der Umzug von Warren Jeffs, nachdem Wochenschauen Bilder von Kindern zeigten, deren Eltern inhaftiert worden waren. Zugleich bedeutete der Umzug der „gläubigsten“ Mitglieder zur schnell wachsenden YFZ Ranch eine Wende in der Gemeinschaft. Die in Colorado City und Hildale verbliebenen FLDS-Mitglieder wurden hinsichtlich ihrer Eigentumsrechte und ihres Lebensunterhalts nachhaltig verunsichert, da das Büro des Generalstaatsanwalts angesichts eines eingeleiteten Ermittlungsverfahrens die Erträge des Unternehmens „United Effort Plan“, dem alle Vermögenswerte der Kirche gehören, u. a. fast alles Grundstücke der Kirchenmitglieder, des Grundbesitzes sowie der Finanzanlagen gesperrt hat. Im April 2014 nahm der Bundesstaat Texas das Grundstück physisch und rechtlich in Besitz.
Daneben besitzt die FLDS noch eine Siedlung in Bountiful, im kanadischen British Columbia.

## Besonderheiten der Lehre und ihre Kritik
Die Kirche hält die Polygynie mit der Unterordnung der Frauen unter die Männer für notwendig, damit der Mensch die höchste ewige Erlösung erreicht: die Gottheit. Um das zu erlangen, müsse ein Mann mindestens drei Frauen heiraten.
Nachdem im Juni 2005 zwischen 400 und 1.000 junge Männer aus fadenscheinigen Gründen ausgeschlossen wurden, damit mehr junge Frauen den älteren Männern zur Verfügung standen, scheint es zu Unruhen innerhalb der Gemeinschaft gekommen zu sein. Das FLDS-Kapital wurde eingefroren, und am 10. Juni 2005 stellte Arizona einen Haftbefehl gegen den Kirchenleiter Warren Jeffs aus. Ihm wurde das Arrangement einer Ehe zwischen einer Minderjährigen und einem 28-jährigen bereits verheirateten Mann vorgeworfen. Warren Jeffs selbst heiratete 60 Frauen; sein Vater und vormaliger Leiter der FLDS war mit 22 Frauen vermählt und hatte 60 Kinder gezeugt.
In der FLDS wird „das Gesetz der Ehevermittlung“ („The Law of Placing“) angewandt. Vermählungen bedürfen der Vermittlung durch den Propheten der Kirche, und er ist zudem berechtigt, nach eigenem Ermessen Ehen zu lösen und die Frauen anderen Männern zu geben. Auch wenn diese Praxis den Bräutemangel mindert, erscheint sie vielen – teilweise auch FLDS-Mitgliedern – als unangemessen autoritär.
In seinem Frühjahrsbericht 2005 führte das Southern Poverty Law Center die FLDS als „Hass-Gruppe“ (engl. „Hate Group“) auf, da ihre Lehren rassistische Elemente beinhalte. Unter anderem habe Warren Jeffs gesagt: „Die schwarze Rasse ist das Volk, durch das der Teufel immer in der Lage war, das Böse auf die Welt zu bringen“.
Kritiker behaupten, Jeffs habe den Wunsch geäußert, dass die Lehre vom Blutopfer, nach der schwere Sünden durch den Tod des Sünders gesühnt werden können, wiederhergestellt würde. Robert Richter, ein ehemaliges FLDS-Mitglied, berichtete der Phoenix New Times, dass Jeffs wiederholt das Blutopfer in seinen Predigten gefordert habe. Zudem habe er ihn, Richter, gebeten, einen Hochtemperaturverbrennungsofen, der in der Lage sei, DNA-Beweise zu vernichten, für den Fall solcher Opfer herzustellen.
Die FLDS hält unter Berufung auf ihr Verständnis der Gütergemeinschaft der Jerusalemer Urgemeinde die Mitglieder von Privatbesitz ab. Am deutlichsten tritt dies im „United Effort Plan“ (UEP) zu Tage; er verfügt über sämtlichen Besitz der Kirchenmitglieder, die Häuser, die meisten Unternehmen und damit auch die meisten Arbeitsplätze in Colorado City sowie Hildale.
Der Generalstaatsanwalt von Utah leitete ein Verfahren ein, um den millionenschweren UEP für die Bewohner von Colorado City und Hildale zu sichern. Das Vermögen des UEP sowie seiner Treuhandgesellschaften wurde unter staatliche Aufsicht gestellt, bis Warren Jeffs und die FLDS vollständig von der Kontrolle ausgeschlossen sind.
Die Kirche verteidigte das Vermögen nicht, als es durch die Behörden beschlagnahmt wurde.
Vielfach wurde über die Erschleichung von Sozialleistungen, Steuerhinterziehung, Inzest, Unzucht mit Minderjährigen, körperliche und psychische Misshandlungen sowie Psychoterror – verborgen hinter einem Schleier aus Verschwiegenheit, Isolation und Freiheitsberaubung – in den FLDS-beherrschten Gemeinden berichtet. Nach allgemeinen Schätzungen aufgrund des US-Census aus dem Jahr 2000 beziehen 33 Prozent der Anhänger Sozialleistungen, obwohl es keinerlei Arbeitslosigkeit gibt.
Des Weiteren wurde behauptet, dass mehr als 400 männliche Jugendliche, manche erst 13 Jahre alt, aus geringen Gründen wie der Verabredung mit Mädchen oder dem Hören von Rock-Musik exkommuniziert wurden. Ehemalige Mitglieder verweisen darauf, dass die Ursache solcher Maßnahmen in der durch die Polygynie begründeten Konkurrenz der jungen mit den älteren Männern um Ehefrauen liege. Manchmal werden solche „Lost Boys“ einfach auf der Landstraße ausgesetzt.
Sechs junge Männer haben eine Klage gegen Warren Jeffs und Sam Barlow, einen ehemaligen Deputy Sheriff des Mohave County in Arizona und engen Vertrauten von Jeffs, wegen „systematischer Exkommunikation junger Männer zum Zwecke der Minderung des Konkurrenzkampfes um Frauen“ angestrengt.
Als ein weiteres Problem erscheint die weltweit größte Verbreitung von Fumarase-Mangel in Hildale und Colorado City. Dabei handelt es sich um eine sehr seltene Erbkrankheit, die eine erhebliche geistige Behinderung verursacht. Genetiker sehen den Grund für das Fumarase-Defizit in den beiden Orten im großen Anteil von Ehen zwischen engen Verwandten, die sich auf die Stadtgründer Joseph Smith Jessop und John Yeates Barlow zurückführen lassen. Zwischen 75 und 80 Prozent der nahezu 10.000 Einwohner der Orte stammt von einem oder beiden ab.

## Geschichte

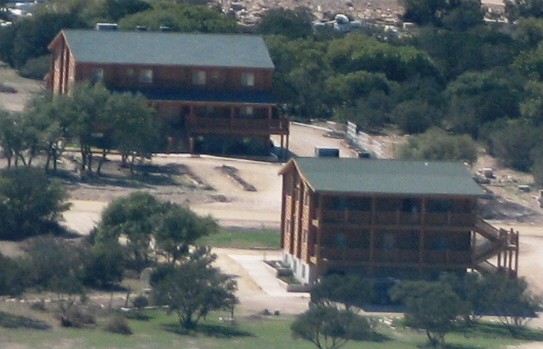
Zwei der dreigeschossigen Häuser im texanischen Eldorado

In der Region um Hildale und Colorado City ist die Polygynie seit Anfang des 20. Jahrhunderts verbreitet. Nach der Geschichtsschreibung der FLDS besuchte Brigham Young die Gegend und stellte fest, dass „dies der richtige Platz ist [und er] wird eines Tages der Kopf und nicht der Schwanz der Kirche und … die Kornkammer der Heiligen sein“.
Die Städte wurden 1913 unter dem Namen Short Creek als eine Gemeinde mehrerer Gehöfte gegründet. Bald siedelten sich Polygynisten aus der Kirche Jesu Christi der Heiligen der Letzten Tage, kurz HLT, an. 1935 exkommunizierte die HLT die Short Creeks Polygamisten, die den Eid, der Mehrehe abzuschwören, widerrufen hatten, nachdem sie sich unter der Führung von John Y. Barlow zu organisieren begonnen hatten. Die Siedlung auf der Grenze von Utah und Arizona war besonders geeignet, um bei juristischen Maßnahmen eines Staates über die unsichtbare Grenze in den anderen zu wechseln und sich so diesen zu entziehen.
Als Barlows Nachfolger, Joseph White Musser, den Naturheilpraktiker Rulon C. Allred ordinierte, erhob sich 1951 ein Konflikt. Er entzündete sich an der Berufung Allreds zum Vorsitzenden des Priesterrats, der geistlichen Leitung der Kirche. Dieser Streit sowie Bedenken gegen die zunehmende Zwangsvermählung minderjähriger Frauen in Short Creek trieben eine Spaltung in die FLDS zwischen den etwas weniger konservativen Musser-Anhängern und den extrem konservativen Befürwortern der Gemeindepraxis in Short Creek. Mussers Gefolgsleute verließen schließlich die Kirche und stießen zu den Apostolic United Brethren, deren Leiter Allred nach Mussers Tod wurde. Die Short-Creek-Gruppe, die zur heutigen FLDS wurde, folgte Leroy S. Johnson, einem 1986 verstorbenen Priesterratsmitglied. Johnsons Nachfolger wurde Rulon Jeffs, dessen Nachfolger 2002 sein Sohn Warren Jeffs.
Jon Krakauer berichtet in Mord im Auftrag Gottes, dass die Polizei von Arizona 1953 im „Short Creek Raid“, einer Großrazzia gegen die Kirche, zahlreiche führende Persönlichkeiten verhaftete und nach Kingman brachte, um den Zuständen in der Kirche ein Ende zu bereiten. Dabei kam es aber zu Misshandlungen von Frauen und Kindern der Kirche durch Polizeikräfte, die in der Presse Aufsehen erregten. Die öffentliche Stimmung kippte gegen die Aktion, und die politische Karriere von Gouverneur John Howard Pyle brach zusammen. Danach wagte es lange Zeit kein Politiker mehr, gegen die FLDS vorzugehen.

### Spätere Entwicklungen
Im Jahr 2003 richtete der Staat Utah sein Augenmerk verstärkt auf die Kirche. Rodney Holm, Polizeioffizier und FLDS-Mitglied, wurde wegen unerlaubten Sexualverkehrs mit einer 16- oder 17-jährigen Jugendlichen, der Bigamie in einem Fall und der Schwängerung von Ruth Stubbs verurteilt. Das Urteil stellt die erste gerichtliche Maßnahme gegen ein Kirchenmitglied seit dem Short Creek Raid dar. Jon Krakauer beschäftigt sich in seinem im Jahr 2003 erschienenen Buch Mord im Auftrag Gottes im Stil von investigativem Journalismus mit einzelnen Aspekten der FLDS. Seine besondere Aufmerksamkeit gilt der Praxis der Polygynie unter mormonischen Fundamentalisten im Kontext der gesamtmormonischen Geschichte mit einem Schwerpunkt auf den Lafferty-Brüdern, die im Namen des Glaubens ihre Schwägerin und ihre Nichte töteten.
Im November 2003 erwarb das FLDS-Mitglied David Allred „als Jagd-Revier“ die 5,5 km² große Isaacs Ranch 6 km nordöstlich von Eldorado, Texas. Zwischen 30 und 40 Bauarbeiter wurden von Colorado City und Hildale entsandt, um Arbeiten in Angriff zu nehmen. Drei dreigeschossige Gebäude, jedes mit 740 m² bis 930 m², eine Beton-Fabrik und ein Feld wurden bald fertiggestellt.
Am 10. Januar 2004 erlitt die FLDS einen schweren Schlag: Dan Barlow, Bürgermeister von Colorado City, und weitere etwa 20 Männer wurden exkommuniziert, von ihren Frauen und Kindern, die anderen Männern gegeben wurden, getrennt und verloren das Recht in der Stadt zu leben. In der Folge flohen vermutlich einige weibliche Jugendliche mit Unterstützung von Anwälten, die die Polygynie ablehnen. Zwei der jungen Frauen, Fawn Broadbent und Fawn Holm, fanden sich bald in einem weit verbreiteten Disput über Freiheit und Sorgerecht wieder. Am 15. Februar entflohen sie der staatlichen Fürsorge und hielten sich in der Folgezeit in unterschiedlichen Staaten auf.
Nachdem Flora Jessop, eine profilierte FLDS-Kritikerin in einer ABC-Sendung zur Primetime am 4. März 2004 aufgetreten war, nahmen besorgte Bewohner von Eldorado Kontakt mit ihr auf. Sie begann ihre Nachforschungen und gab am 25. Mai 2004 eine Pressekonferenz. Darin bestätigte sie, dass die neuen Nachbarn FLDS-Anhänger seien.
Am 18. Mai 2004 besuchten David Doran, Sheriff des Schleicher County, und sein Stellvertreter Colorado City. Dabei gab die FLDS offiziell bekannt, dass der Schleicher County die künftige Zentrale der Kirche sein werde. Die Kirche begann, dort einen Tempel zu errichten, die „Yearning for Zion Ranch“ („Sehnsucht-nach-Zion-Ranch“) oder „YFZ Ranch“. Umgeben ist sie von einer Mauer. Der „Eldorado Success“, eine lokale Zeitung, berichtete, dass der Tempel am 1. Januar 2005 durch Warren Jeffs eingeweiht worden sei.
Im Oktober 2004 wurde berichtet, dass David Allred eine 24 Hektar große Parzelle bei Mancos, Colorado, zwischen Cortez und Durango gelegen, erwerben wolle, was die Kirche jedoch dementierte.
Am 11. Juli 2005 wurden acht Männer der FLDS wegen sexueller Kontakte mit Minderjährigen angeklagt. Zumindest einige von ihnen stellten sich den Behörden von Kingman, Arizona. Im Mai 2006 nahm das FBI Warren Jeffs in die Liste der Zehn am meisten gesuchten Verbrecher der USA wegen sexueller Verfehlungen gegenüber Minderjährigen auf. Im August 2006 wurde er zufällig nördlich von Las Vegas auf der Autobahn gefasst. Bei einer Routineverkehrskontrolle war er aufgefallen, weil die Zulassung seines Wagens abgelaufen war. Am 21. November 2007 wurde Jeffs in St. George, Utah zu einer langjährigen Haftstrafe verurteilt. Das Gericht hatte den Anführer der Fundamentalistischen Kirche für schuldig befunden, einer damals 14-Jährigen trotz ihres Widerstands befohlen zu haben, ihren fünf Jahre älteren Cousin zu heiraten und Sex mit ihm zu haben. Die beim Prozess 21-Jährige hatte in dem Prozess als Zeugin ausgesagt. Jeffs verheiratete das damals 14-jährige Mädchen in einem Motel in Nevada und forderte es auf, sich seinem Mann „mit Leib und Seele“ hinzugeben. Das Urteil wurde im Juli 2010 durch den Obersten Gerichtshof des Staates Utah aufgehoben, weil die Geschworenen durch den Richter über die zu entscheidenden Rechtsfragen falsch informiert worden waren. Jeffs wurde an Texas ausgeliefert.
Bei einer Razzia am 5. April 2008 auf dem Gelände der Sekte am Rande des Ortes Eldorado im Westen von Texas hat die Polizei 183 Frauen und Kinder in Gewahrsam genommen. Es bestehe der Verdacht, dass sie Opfer von Sexualstraftaten und Vernachlässigung geworden seien. Die texanische Jugendbehörde Department of Family and Protective Services wurde für die weitere Behandlung der Fälle stark kritisiert. FLDS wird vorgeworfen, die Behörde und individuelle Mitarbeiter mit juristischen Drohungen so eingeschüchtert zu haben, dass die Fälle nicht ordnungsgemäß behandelt wurden. So beantragte die Behörde entgegen den Empfehlungen ihrer Juristen nie die Aufhebung des Sorgerechts der Eltern, sondern nur den vorübergehenden Aufenthalt in Pflegefamilien. Und auch auf diesen verzichtete das Department im zunehmend mehr Fällen. Der eigentlich als Leiter des Falles herangezogene Anwalt der Behörde gab sein Mandat zurück, als das Department über 400 Einzelfälle einseitig einstellte, nicht weiter verfolgte und damit auch das Recht aufgab, Auflagen für den weiteren Umgang der Kinder zu machen. Wegen der Untätigkeit des Departments entschied am 29. Mai 2008 der oberste Gerichtshof von Texas, dass die Entfernung der Kinder nicht rechtens gewesen sei und ordnete die Rückführung der Kinder zu ihren Eltern an.
Am Donnerstag, 4. August 2011, wurde Warren Jeffs in San Angelo, Texas, wegen sexuellen Missbrauchs zweier Mädchen schuldig gesprochen. Er soll sich im Jahr 2006 an einer Zwölfjährigen vergangen und mit einer 15-Jährigen ein Kind gezeugt haben, die er im Jahr 2005 missbrauchte. Die Vergehen waren damals als „spirituelle Heirat“ bezeichnet worden. Beide Frauen waren nach dem Schutzalter des Staates Texas nicht einwilligungsmündig. Das Gericht verurteilte ihn im ersten Fall zu lebenslanger Haft, im zweiten zu weiteren 20 Jahren Gefängnis. Außerdem erhielt er eine 10.000-Dollar-Geldbuße.
Im Juli 2017 wurde auch im kanadischen Bountiful die Staatsgewalt gegen die FLDS tätig: Die beiden Bischöfe der Kirche Winston Blackmore und James Oler wurden wegen Polygamie verurteilt. Beide waren mit nur einer Frau staatlich verheiratet, hatten aber 5 (Oler) beziehungsweise 24 (Blackmore) himmlische Ehen (celestial marriages) nach dem kirchlichen Verständnis geschlossen und lebten mit den Frauen und einer hohen Zahl von Kindern zusammen. Beide erklärten, dass sie in Berufung gehen würden.
Obwohl Jeffs eine lebenslange Freiheitsstrafe verbüßt, gilt er den Anhängern der FLDS immer noch als Prophet. 2019 soll er einen Nervenzusammenbruch gehabt haben, bevor er zu einer Anklage wegen sexuellen Missbrauchs aussagen sollte.
Seit 2022 behauptet Jeffs, neue Offenbarungen empfangen zu haben, zu denen eine Aufforderung zur Rückkehr an die Kinder ehemaliger Mitglieder sowie die Aufforderung gehören, innerhalb der nächsten fünf Jahre den Tod zu suchen, um in den Himmel zu kommen. Mehrere Kinder ehemaliger FLDS-Mitglieder wurden seitdem als vermisst gemeldet.

### Serien
- Sei lieb – bete und gehorche (engl. Keep Sweet: Pray and Obey):[22] In der 4-teiligen Mini-Dokumentarfilmserie von Netflix geht es um den Aufstieg und Fall von Warren Jeffs, 2022.
- Mord im Auftrag Gottes, nach dem gleichnamigen Buch von Jon Krakauer aus dem Jahr 2022.

### Filme
- Tyler Meason, Jennilyn Merten: Flucht aus der Polygamie. 3sat, 14. August 2013; original: Österreichischer Rundfunk, 2012 3Sat: Schriftliche Zusammenfassung (Memento vom 16. August 2013 im Internet Archive).
- Pawel Gula: Damned to Heaven. (Flash) Abgerufen am 25. November 2020 (englisch, Filmdokumentation über Colorado City und die FLDS): „This is the story of some of the survivors.“
- Laurie Allen: Banking on Heaven. Abgerufen am 25. November 2020 (englisch).
- Robert Michael Lewis (Regie): Child Bride of Short Creek. (Fernsehfilm) 1981. Michael Fessier Jr. (Romanvorlage), Joyce Eliason (Drehbuch), 7. Dezember 1981, abgerufen am 27. Januar 2021 (englisch, Stars: Christopher Atkins, Diane Lane, Conrad Bain).
- The 19th Wife (Fernsehfilm – 2010) nach David Ebershoffs gleichnamigen Roman, inspiriert vom Leben der Ann Eliza Young, eine der bis zu 56 geschätzten Frauen von Brigham Young und spätere Frauenrechtlerin und Kritikerin der Polygamie; Regie: Rod Holcomb; Darsteller: Chyler Leigh, Matt Czuchry, Patricia Wettig, Jeff Hephner. Der Plot vereint das historische Narrativ mit einer zeitgenössischen Mordgeschichte.

### Deutschsprachige Links
- Alexander Schwabe: Mormonen-Sekte: Die verlorenen Söhne der Polygamisten. In: Spiegel Online. 15. Juni 2005.
- Katja Gelinsky: Sekte in Texas: „Polygamie, Inzest, Missbrauch“. In: Frankfurter Allgemeine Zeitung. 6. April 2008, archiviert vom Original (nicht mehr online verfügbar) am 1. April 2009.

### Englischsprachige Links
- Jordan Smith: Quotations of the Prophet Warren Jeffs. In: The Austin Chronicle. 29. Juli 2005 (englisch).
- Under the Banner of Heaven: A Story of Violent Faith. By Jon Krakauer. Penguin Random House, 8. Juni 2004 (englisch).[23]
- MormonFundamentalism.com. Archiviert vom Original (nicht mehr online verfügbar) am 9. April 2006 (englisch, Übersicht über Entwicklungen des mormonischen Fundamentalismus).
- In His Own Words. In: Intelligence Report. Southern Poverty Law Center, 28. April 2005, archiviert vom Original (nicht mehr online verfügbar) am 2. März 2006 (englisch, Zitate von Warren Jeffs).
- Fundamentalist Church of Jesus Christ of Latter-Day Saints. Southern Poverty Law Center, 2005 (englisch).
- Racist Cult Leader Warren Jeffs Convicted of Raping Child Brides. Southern Poverty Law Center, 5. August 2011 (englisch).
- Susy Buchanan: Fundamentalist Church of Jesus Christ of Latter-Day Saints Relocates to Eldorado, Texas Ranch. In: Intelligence Report. Southern Poverty Law Center, 28. April 2005.
- Susy Buchanan: Tempest in Texas. In: Intelligence Report. Southern Poverty Law Center, 28. April 2005, archiviert vom Original (nicht mehr online verfügbar) am 10. Juli 2005 (englisch).
- Deborah Frazier, Gwen Florio: Secrets behind the gate. In: Rocky Mountain News. 16. Juli 2005, archiviert vom Original (nicht mehr online verfügbar) am 12. März 2007 (englisch, wiedergegeben auf holysmoke.org).
- Have You Seen This Man? FBI Announces New Top Tenner. In: FBI.gov. 6. Mai 2005 (englisch, Steckbrief für Jeffs).
- Wade Goodwyn, Howard Berkes, Amy Walters: Warren Jeffs and the FLDS. In: National Public Radio. 3. Mai 2005 (englisch, mit mehreren Bilder).
- Fundamentalist Church of Jesus Christ of Latter Day Saints (FLDS). In: Apologetics Index. 6. Mai 2014 (englisch).
- Sex claims hit US polygamy sect. In: BBC. 14. Juni 2005 (englisch).
- Generalstaatsanwalt des Staates Utah: Warren Jeffs Indicted – Shurtleff Applauds Mohave County’s Investigation. In: attorneygeneral.utah.gov. 10. Juni 2005, archiviert vom Original (nicht mehr online verfügbar) am 18. Juni 2013 (englisch).
- John Hollenhorst: Tapes Reveal Some of Polygamist Leader’s Teachings. In: KSL.com. 5. April 2005, archiviert vom Original (nicht mehr online verfügbar) am 7. Mai 2006 (englisch).
- Pamela Manson: Leader of FLDS named in abuse suit. In: The Salt Lake Tribune. 30. Juli 2004, archiviert vom Original (nicht mehr online verfügbar) am 20. Januar 2017 (englisch, wiedergegeben auf helpthechildbrides.com).
- John Dougherty: The Man Behind the Curtain. In: Phoenix New Times. 29. Januar 2004, archiviert vom Original (nicht mehr online verfügbar) am 1. November 2004 (englisch).
- Eldorado YFZ Ranch Photos – Photos of the Former FLDS compound in Eldorado, Texas. In: eldoradoflds.us. (englisch).
- Craig L. Foster, Newel G. Bringhurst, Brian Hales: Yearning For Zion Ranch Visit October 2017: A Remarkable Visit to the Yearning for Zion Ranch. In: Modern Polygamy and Mormon Fundamentalism. 2. November 2020 (englisch).